# Алексієвка (Чамзінський район)
Алексі́євка (рос. Алексеевка, ерз. Алексеевка) — селище у складі Чамзінського району Мордовії, Росія. Адміністративний центр Алексієвського сільського поселення.

## Населення
Населення — 410 осіб (2010; 451 у 2002).
Національний склад (станом на 2002 рік):
- росіяни — 62 %
- мордва — 29 %